# 105% alibi
105% alibi (titlul original: în cehă 105 % alibi) este un film dramatic de crimă cehoslovac, realizat în 1959 de regizorul Vladimír Čech, protagoniști fiind actorii Karel Höger, Josef Bek, Josef Vinklář și Vladimír Menšík.

## Rezumat
La începutul unei seri de duminică, locuitorii unui orășel au citit rezultatele concursului de loterie, care erau afișate pe avizier. Tânărul Karel Antoš este supărat pentru că biletul său de loterie a ratat premiul principal, o mașină, doar cu un număr. Karel și prietena lui Jirka Brož merg la o cârciumă pentru a-și îneca cu câteva pahare ghinionul. Portofelul bătrânului contabilul Zelinka cade fără să observe din buzunar. Karel îl ridică și înainte de a se întoarce să il înapoieze, observă în portofel biletul de loterie câștigător. Cei doi tineri îl însoțesc pe bătrânul beat acasă, Karel îi fură lozul câștigător, înlocuindu-l cu al său. 
A doua zi, Zelinka este găsit mort. Anchetatorii, căpitanul Tůma și locotenentul-major Líbal, descoperă curând că este o crimă deghizată într-un accident nefericit. Karel, care între timp a încasat câștigurile, este arestat ca principal suspect. Apar circumstanțe mai suspecte, inclusiv un registru retușat de la Hotelul „Trandafirul negru”, pe care directorul hotelului, Batysta, încearcă să-l acopere. Vânzătoarea de la bufet Majka, iubita căsătorită a lui Karel, moare asfixiată cu gaze. Totuși, aparenta ei sinucidere, este încă o crimă. 
Adevăratul făptuitor este în curând arestat și condamnat. Ospătarul Neumann, iubitul fiicei lui Zelinka, Eva, l-a ucis pe contabil și pe incomoda martoră Majka, fosta lui iubită, din cauza furturilor pe care le-a făcut în hotel. Karel și Jirka vor fi pedepsiți doar pentru furtul biletului de loterie.

## Distribuție
- Karel Höger – căpitanul VB Miloš Tůma
- Josef Bek – locotenentul-major VB František Líbal
- Josef Vinklář – Jirka Brož, camaradul lui Karel
- Vladimír Menšík – chelnerul Josef Neumann
- Otto Lackovič – tehnicianul Karel Antoš
- František Vnouček – Alfréd Batysta, directorul hotelului „Trandafirul negru”
- Eva Kubešová – sergent VB Jindřiška Hůrková
- Miloš Vavruška – tehnician de laborator VB, locotenent Kavenda
- Dagmar Zikánová – angajata de la bufet Majka Válková
- Eduard Kohout – contabilul Ferdinand Zelinka
- Jana Štěpánková – Eva, fiica lui Zelinka
- Zuzana Fišárková – Jana, sora lui Karel, fata lui Jirka
- Stanislav Neumann – domnul bătrân, Krejza
- Josef Svátek – Antoš, tatăl
- Sylva Byšická – Ema Skálová Batystová, soția lui Alfred
- Eman Fiala – barcagiul Franta
- Jiří Roll – doctorul de politie
- Jaroslav Synák – tânărul sergent VB, Dymák
- Jan Maška – casierul la casa de economii Rectorys
- Jiří Němeček – membrul SNB[3] Mirko Musil, în fața apartamentului lui Majka Válková
- Josef Hlinomaz – výčepní
- Zdeněk Skalický – omul de la poartă
- Pavel Wuršer – Mirko Musil, șoferul de camion
- Aleš Košnar – un piccolo
- Zdeněk Jelínek – bărbatul de la banca de economii
- Zdeněk Erben – un bărbat de la banca de economii

## Producție și lansare
Filmul a fost turnat în atelierele Studioul Barrandov, aprobarea scenariului literar având loc la 20 august 1958 iar filmările au început pe 17 februarie 1959. Scenariului tehnic a fost aprobat la 19 februarie 1959 iar filmările s-au terminat la data de 2 iunie 1959. Filmul a primit permisul de lansare pe 29 iulie 1959.
Pre-premiera filmului a avut loc în Praga la 13 noiembrie 1959 (la cinematograful „Sevastopol”), urmând prezentarea în sălile de cinematograf din 20 noiembrie 1959.
În România premiera filmului a avut loc la data de 1 februarie 1960 la cinematografele „Magheru”, „Elena Pavel”, „Gheorghe Doja” din capitală.